# Maria Anna de Saxònia (electriu de Baviera)
Maria Anna Sofia de Saxònia, electriu de Baviera (Dresden 1728 - Múnic 1797). Princesa de Saxònia amb el tractament d'altesa reial que es maridà en el si de la casa electoral de Bavieran.
Nascuda a Dresden el dia 29 d'agost de 1728 essent filla del rei-elector August III de Saxònia i de l'arxiduquessa Maria Josepa d'Àustria. Maria Anna era neta per via paterna de l'elector August II de Saxònia i de la princesa Cristiana de Brandenburg-Bayreuth; mentre que per via materna ho era de l'emperador Josep I, emperador romanogermànic i de la princesa Amàlia Guillema de Brunsvic-Lüneburg.
Contragué matrimoni a Múnic amb l'elector Maximilià III de Baviera, fill de l'emperador Carles VII, emperador romanogermànic i de l'arxiduquessa Maria Amàlia d'Àustria. La parella tingué un únic fill: 
- SAR l'elector Carles Teodor IV de Baviera, nat a Brussel·les el 1724 i mort a Múnic el 1799.